# Nozofobia
Nozofobia (gr. nosos – choroba, phóbos – strach) – chorobliwy lęk przed zachorowaniem. Symptomami jej są trudne do zidentyfikowania bóle, mdłości, nagłe wahania poziomu energii. Badania zwykle nie wykazują żadnych faktycznych patologii, a domniemane symptomy odczuwalne są raczej jako wspomnienia rzeczywiście przebytych fizycznych traumatyzmów. 
Istnieje kilka odmian nozofobii: kancerofobia (strach przed chorobą nowotworową), bakteriofobia (strach przed chorobami wywoływanymi przez mikroorganizmy) lub mizofobia (strach przed zanieczyszczeniami i brudem).
W XIX w. osoby z nozofobią bały się zarażenia gruźlicą, kiłą czy innymi chorobami wenerycznymi. W XX w. chorzy bali się najczęściej zachorowania na AIDS, udaru, choroby serca.